# Mariano Friedick
Mariano Friedick (nascido em 9 de janeiro de 1975) é um ex-ciclista olímpico estadunidense. Representou sua nação nos Jogos Olímpicos de Verão de 1996 e 2000.